# جون تايلور (قاضي)
جون تايلور (بالإنجليزية: John Taylor)‏ هو قاضي نيجيري، ولد في 24 أغسطس 1917، وتوفي في 7 نوفمبر 1973.